# 阿嫩达布尔县
阿嫩达布尔县（Anantapur district）是印度安得拉邦的一个县，首府阿嫩达布尔，人口4,081,148（2011年）。它是南印度最乾燥的地方之一。
阿嫩达布尔县主要使用泰卢固语、乌尔都语和英语。